# Claudio Castagnoli
Claudio Castagnoli (Lucerna, 27 dicembre 1980) è un wrestler svizzero sotto contratto con la All Elite Wrestling.
È principalmente ricordato per i suoi trascorsi tra il 2012 e il 2022 nella WWE, dove si esibiva con il ring name Cesaro; ha inoltre militato nella Ring of Honor e varie federazioni indipendenti europee e giapponesi.
In carriera ha detenuto due volte il ROH World Championship, cinque volte il Raw Tag Team Championship (quattro volte con Sheamus e una volta con Tyson Kidd), due volte lo SmackDown Tag Team Championship (una volta con Sheamus e una volta con Shinsuke Nakamura) e una volta lo United States Championship; ha inoltre vinto la prima edizione dell'André the Giant Memorial Battle Royal, svoltasi nel 2014 a WrestleMania XXX.

## Carriera

### Circuito indipendente (2000–2012)

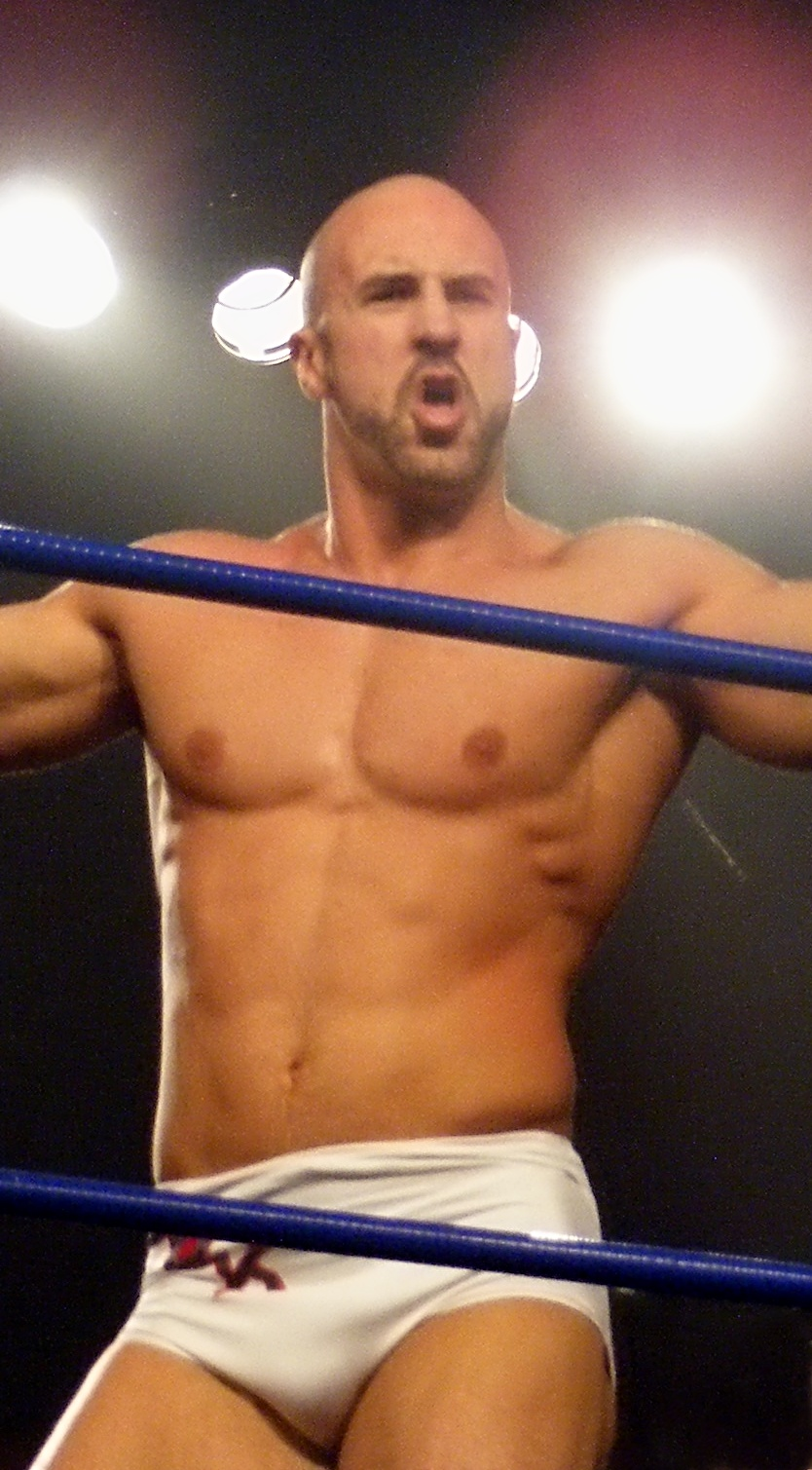
Claudio Castagnoli nel 2010

Castagnoli iniziò ad allenarsi in Svizzera dal connazionale SigMasta Rappo e debuttò ufficialmente nel mondo del wrestling il 24 dicembre 2000 ad Essen nella tedesca westside Xtreme wrestling con una gimmick di stampo giapponese. Cambiò la gimmick in quella di un banchiere svizzero unendo le forze con Ares nel tag team Swiss Money Holding.
Durante le sue apparizioni in territorio inglese, Castagnoli fu allenato da Dave Taylor. In Germania incontrò Chris Hero, il quale invitò la SMH ad esibirsi negli Stati Uniti. Il duo lottò nella IWA Mid South e nella Chikara e si allenò con Hero prima di fare ritorno in Europa. Ares decise di restare nel vecchio continente dando vita alla nuova Swiss Money Holding con Marc Roudin, mentre Castagnoli tentò nuovamente la fortuna negli Stati Uniti lottando con regolarità nel circuito indipendente, in particolare nella ROH e nella CHIKARA.
Sul finire del 2005 Castagnoli iniziò a lottare anche nella Combat Zone Wrestling e nella federazione hardcore diede vita, assieme a Chris Hero, alla stable Kings of Wrestling e poco dopo vinse il CZW World Tag Team Championship. Dopo aver perso la cintura, Castagnoli ed Hero vinsero il CHIKARA Tag World Grand Prix 2006, venendo incoronati come primi Campeones de Parejas.
I Kings of Wrestling lottarono con successo anche nella Ring of Honor, dove il 16 settembre 2006 sconfissero Austin Aries e Roderick Strong diventando ROH World Tag Team Champions. Il mese successivo a CZW Last Team Standing riconquistarono le cinture perse poco tempo prima, arrivando a detenere contemporaneamente le cinture di coppia di tre delle più importanti federazioni indipendenti statunitensi.
Circa un mese dopo persero tutte e tre le cinture. A causa dell'interesse mostrato dalla WWE per Castagnoli, i Kings of Wrestling si divisero durante ROH Final Battle 2006 in un match perso contro i Briscoe Brothers.
Nel novembre 2006 fu diffusa la notizia della firma del contratto tra Castagnoli e la WWE, positivamente impressionata da un'apparizione del wrestler durante un segmento svoltosi a Raw e dal provino superato presso la Deep South Wrestling. Poco dopo, Castagnoli fu licenziato dalla WWE per motivi mai resi noti.
Nell'aprile 2007 Castagnoli tornò a lottare nella CHIKARA in occasione della prima King of Europe Cup, un torneo a sedici wrestler tenuto a Liverpool. Perse nel match di apertura contro il rappresentante della CZW ed ex compagno di tag team Chris Hero.
Castagnoli lottò nel primo pay-per-view della ROH, Respect is Earned, tenutosi il 12 maggio 2007: disputò un match assieme a Matt Sydal contro i Briscoe Brothers con in palio il ROH World Tag Team Championship. Nonostante la sconfitta, a Castagnoli fu offerta la possibilità di lottare in un rematch con un compagno di suo gradimento; la scelta ricadde su Chris Hero, ma il duo perse contro i Briscoes il 9 giugno.
Vinse quindi il Race to the Top Tournament e sfidò Takeshi Morishima per il ROH World Championship a Death Before Dishonor V: Night One il 10 agosto, ma fu sconfitto. Ottenne una seconda possibilità, ma stavolta al match prese parte anche Brent Albright; anche in questo caso, non riuscì a vincere.
Durante l'estate del 2007 Castagnoli lottò nel torneo valido per l'assegnazione dell'NWA World Heavyweight Championship vacante, nella parte di tabellone dedicata a Terry Funk. Dopo aver sconfitto Pepper Parks nel primo match e Sicodelico jr. nel secondo, perse contro Brent Albright nella semifinale del 12 agosto a Charlotte.
Lottò quindi in alcuni tornei indetti dalla PWG e dalla Chikara e nel Ted Petty Invitational 2007; nel corso di quest'ultimo arrivò in finale, dove venne sconfitto da Mike Quackenbush nel corso di un three way match al quale prese parte anche Chuck Taylor.
Nel febbraio 2008 prese parte per la prima volta ad un tour della Pro Wrestling NOAH, lottando in tag team match con Doug Williams e Chris Hero.
Il 26 luglio 2008 lottò contro il ROH World Champion Nigel McGuinness in un match valido per il titolo, ma non riuscì a portare a casa la vittoria. Perse anche il rematch tenutosi il 2 agosto.

### WWE (2012–2022)
Nel settembre 2011 firma un contratto di sviluppo con la WWE e si aggrega alla Florida Championship Wrestling, federazione di sviluppo della WWE, dove combatte con il ring name di Antonio Cesaro. Debutta nei taping del 22 settembre sconfiggendo Mike Dalton.
Il 2 febbraio lui e Alexander Rusev affrontano un match per l'FCW Florida Tag Team Championship contro i campioni Husky Harris e Bo Rotundo, ma senza successo. Il 23 febbraio lotta invece per l'FCW 15 Championship, ma viene sconfitto dal campione Richie Steamboat. Dopo aver vinto un match contro Bo Rotundo e Kassius Ohno il 2 marzo al Kissimmee Show, ottiene la possibilità di sfidare Seth Rollins per l'FCW Florida Heavyweight Championship il giorno dopo, ma non riesce a conquistare il titolo. Nell'ultimo match combattuto nella FCW vince contro Shane Helms.

#### United States Champion (2012–2013)

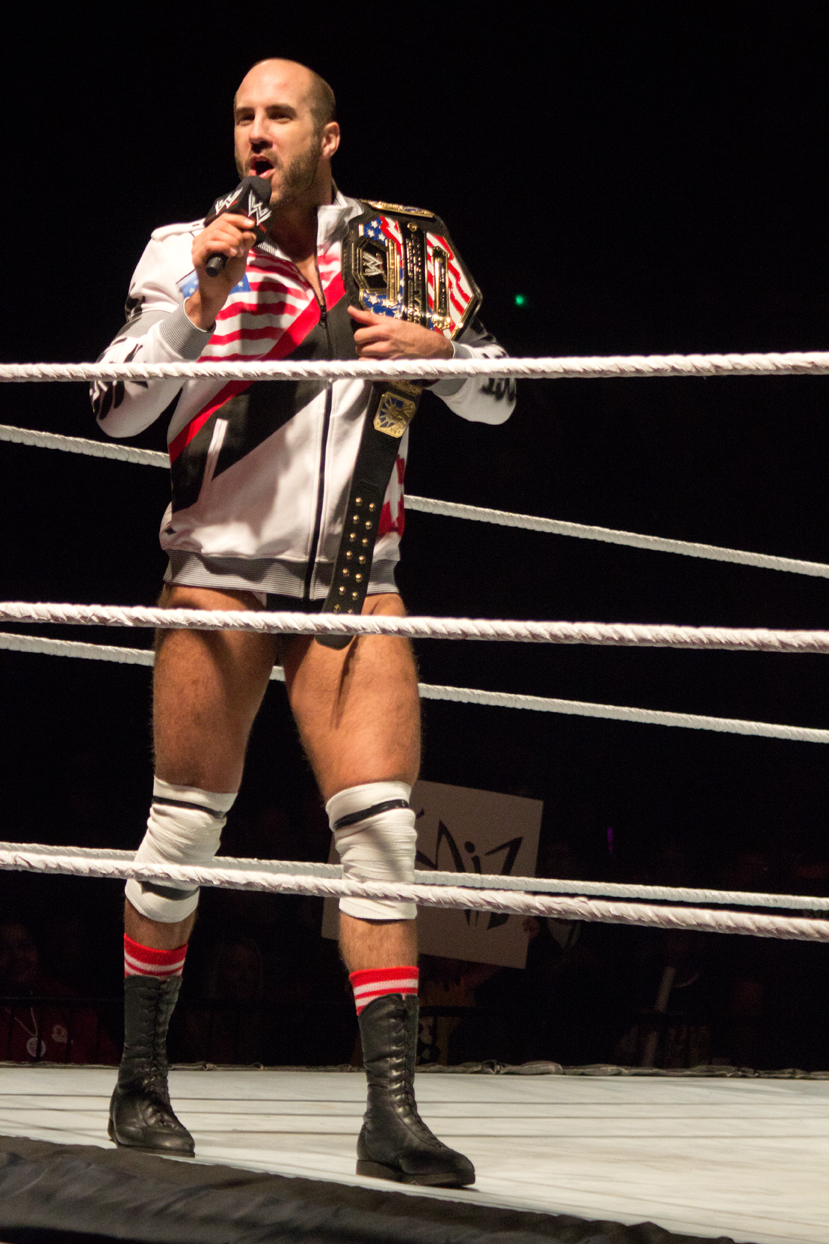
Antonio Cesaro con lo United States Championship nel 2013

Il 17 aprile compare in un breve segmento con il general manager di Raw e SmackDown John Laurinaitis e con Aksana, alla quale dice di essere un ex giocatore di rugby che vuole sfondare nella WWE; poco dopo viene invitato da Laurinaitis nel suo ufficio. Fa il suo debutto sul ring durante la puntata di SmackDown del 27 aprile, dove sconfigge Tyson Kidd. Nel pre-show di SummerSlam sconfigge Santino Marella e vince lo United States Championship. Il 10 settembre viene annunciato che Cesaro a Night of Champions difenderà lo United States Championship dall'assalto del vincitore della Battle Royal che si terrà nel pre-show. Il vincitore si rivelerà essere Zack Ryder che però viene sconfitto da Cesaro che mantiene il titolo. A Hell in a Cell, poi, Cesaro difende il titolo contro Justin Gabriel. Alle Survivor Series difende con successo il titolo contro R-Truth. Nella puntata di Raw del 3 dicembre difende con successo il titolo in un Fatal 4-Way match contro Kofi Kingston, R-Truth e Wade Barrett. A TLC: Tables, Ladders & Chairs difende con successo il titolo ancora una volta contro R-Truth.
Dopo aver difeso il titolo contro Sgt. Slaughter e The Great Khali, Cesaro ha affrontato The Miz alla Royal Rumble, dove ha difeso con successo il titolo. Più tardi nel pay-per-view ha preso parte al suo primo Royal Rumble match con il numero 22, ma viene eliminato dal vincitore finale John Cena. La faida con The Miz è continuata il 17 febbraio a Elimination Chamber, dove ha mantenuto il titolo per squalifica dopo che Miz lo ha colpito accidentalmente all'inguine. Cesaro e Miz si sono scontrati in un two-out-of-three falls match per il titolo nella puntata di SmackDown del 1º marzo, dove Cesaro ha nuovamente conservato il titolo. Il 21 marzo, nella speciale puntata di NXT Clash of Champions, Cesaro ha difeso il titolo contro Adrian Neville. Il regno durato 239 giorni di Cesaro è terminato nella puntata di Raw del 15 aprile, quando è stato sconfitto da Kofi Kingston. Cesaro ha ricevuto un match per il titolo nella puntata di Main Event del 1º maggio, ma è stato nuovamente sconfitto da Kingston.
Dopo la perdita dello United States Championship, Cesaro ha lottato vari match a Main Event, Raw, SmackDown, Superstars e NXT. Ha cominciato una faida con il debuttante Sami Zayn nella puntata di NXT del 22 maggio, dove Zayn ha sconfitto Cesaro nel suo match di debutto. La faida si è conclusa nella puntata di NXT del 14 giugno quando Cesaro ha sconfitto Zayn in una rivincita.

#### The Real Americans (2013–2014)

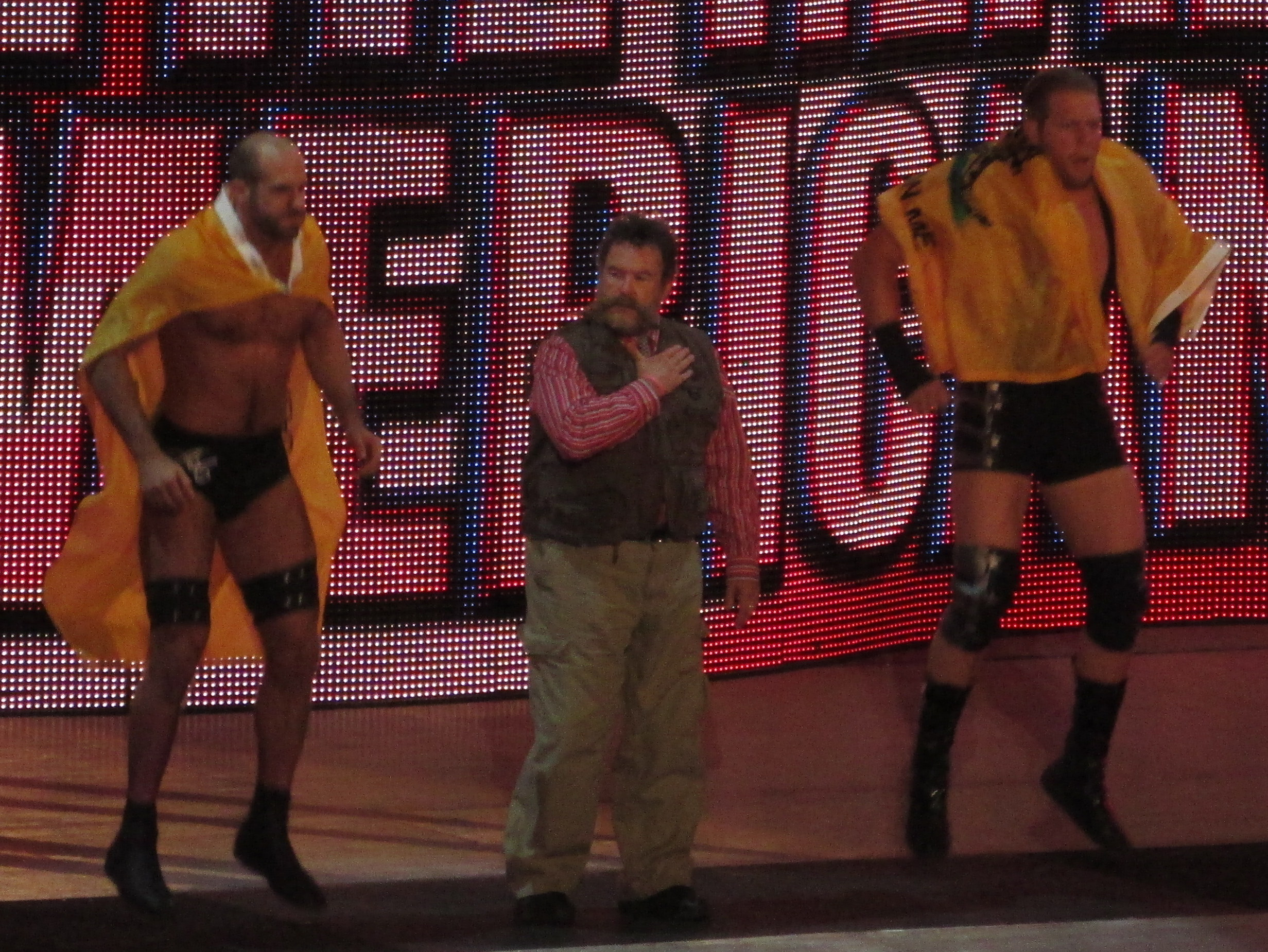
Antonio Cesaro con Zeb Colter e Jack Swagger nel 2013

Nella puntata di Raw del 17 giugno, Cesaro è stato rivelato come il nuovo assistito di Zeb Colter e ha sconfitto William Regal. Lui e Colter hanno recitato il giuramento di fedeltà, con grande costernazione di Michael Cole perché la disposizione xenofoba di Colter si è conclusa con un patriota nato all'estero come un nuovo discepolo, mentre l'Eurocentrismo di Cesaro va contro le sue idee anti-americane. Il 14 luglio al Money in the Bank, Cesaro e il compagno cliente di Colter, Jack Swagger, hanno partecipato al Money in the Bank ladder match per la valigetta contenente un contratto di un match garantito per il World Heavyweight Championship, ma entrambi non hanno avuto successo dato che il match è stato vinto da Damien Sandow. A Battleground, i Real Americans ottengono una vittoria contro The Great Khali e Santino Marella quando Cesaro schiena Khali. Alle Survivor Series i Real Americans e The Shield sconfiggono il team di Rey Mysterio, Usos, Goldust e Cody Rhodes in un Survivor Series elimination tag team match.
Partecipa alla Royal Rumble col numero 21 venendo eliminato da Roman Reigns. Nella puntata di SmackDown del 14 febbraio sconfigge Randy Orton con il nuovo ring name di Cesaro. A Elimination Chamber partecipa all'Elimination Chamber match per il WWE World Heavyweight Championship partendo dall'inizio, ma viene eliminato da John Cena. Il 27 febbraio a NXT Arrival sconfigge Sami Zayn

#### Varie faide (2014–2015)

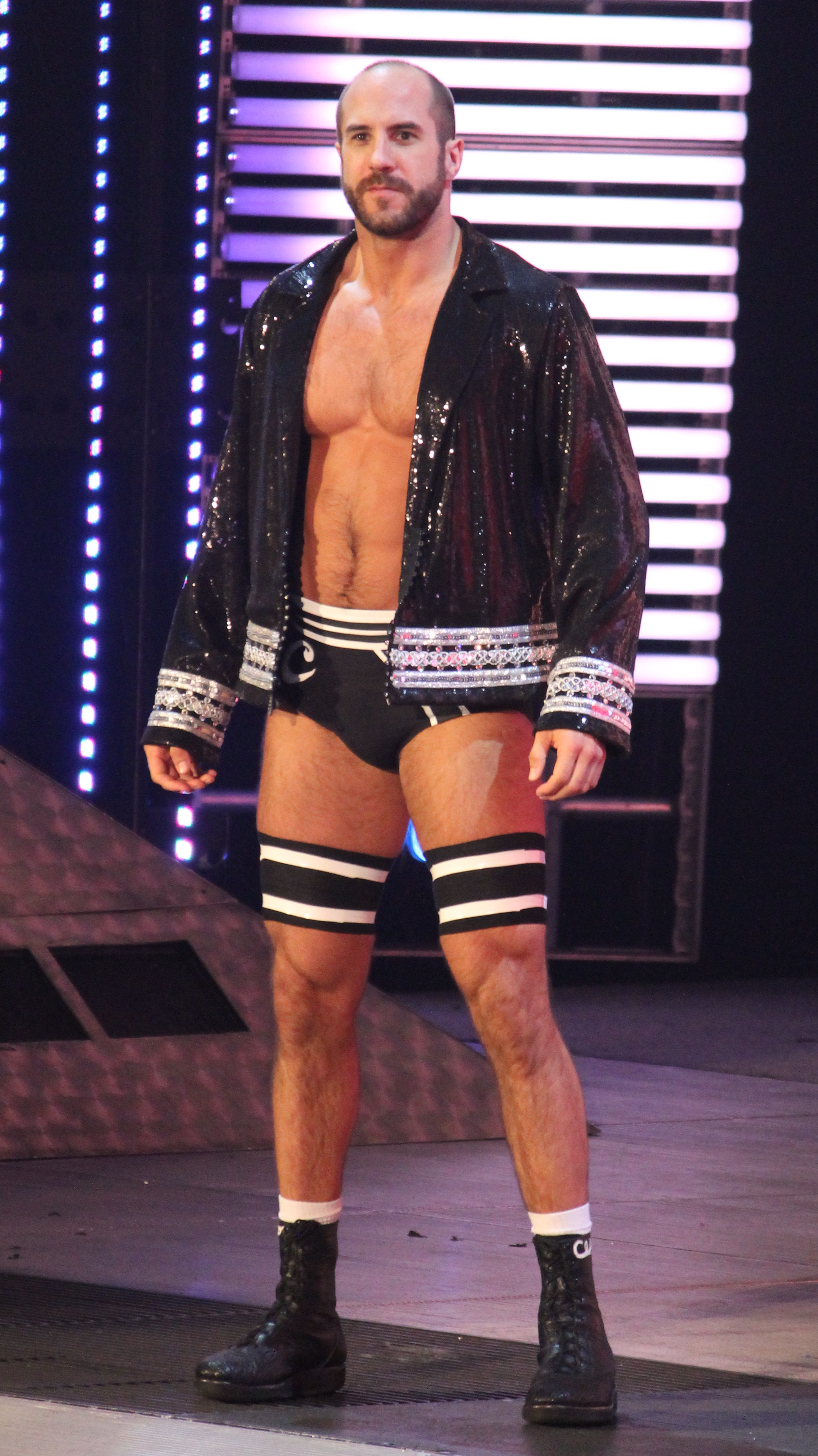
Cesaro nel 2014

Il 6 aprile, nel Pre-show di WrestleMania XXX, Cesaro e Jack Swagger partecipano ad un Fatal 4-Way Elimination match per il WWE Tag Team Championship che comprendeva anche i campioni, gli Usos, i Los Matadores e Curtis Axel e Ryback ma il match venne vinto dai campioni; al termine del match, Swagger attaccò Cesaro, che però reagì eseguendo il Giant Swing, e poi più avanti nella stessa serata vinse l'André the Giant Memorial Battle Royal eliminando per ultimo Big Show. Nella puntata di Raw successiva Cesaro disse a Zeb Colter di non essere più uno "Zeb Colter Guy", ma di essere diventato un "Paul Heyman guy": il nuovo manager fece dunque la sua apparizione e successivamente Cesaro sconfisse Swagger. Nella puntata di Raw del 14 aprile sconfisse Mark Henry nei quarti di finale del torneo per determinare lo sfidante all'Intercontinental Championship avanzando alla semifinale; tuttavia, nella puntata di Raw del 21 aprile venne sconfitto da Rob Van Dam nella semifinale del torneo a causa di un'interferenza di Swagger venendo eliminato. Il 4 maggio, ad Extreme Rules, Cesaro sconfisse Jack Swagger e Rob Van Dam in un Triple Threat Elimination match. Il 1º maggio, a Payback, Cesaro affrontò Sheamus per lo United States Championship ma venne sconfitto. Il 29 giugno, a Money in the Bank, Cesaro prese parte al Ladder match per il vacante WWE World Heavyweight Championship che comprendeva anche Alberto Del Rio, Bray Wyatt, John Cena, Kane, Randy Orton, Roman Reigns e Sheamus ma il match venne vinto da Cena. Il 17 agosto, nel Kick-off di SummerSlam, Cesaro venne sconfitto da Rob Van Dam. Il 21 settembre, a Night of Champions, Cesaro affrontò nuovamente Sheamus per lo United States Championship ma venne sconfitto. Il 26 ottobre, a Hell in a Cell, Cesaro affrontò Dolph Ziggler per l'Intercontinental Championship in un 2-out-3-Falls match ma venne sconfitto per 2-0. Il 23 novembre, nel Kick-off di Survivor Series, Cesaro venne sconfitto da Jack Swagger. Nel 2015 Cesaro formò un'alleanza con Tyson Kidd e il 25 gennaio, alla Royal Rumble, i due sconfissero il Big E e Kofi Kingston. Dopo settimane di scontri con i WWE Tag Team Champions, gli Usos, il 22 febbraio, a Fastlane, Cesaro e Kidd sconfisserl gli Usos conquistando il WWE Tag Team Championship per la prima volta, mantenendo poi le cinture appena vinte la sera successiva a Raw. Il 29 marzo, nel Kick-off di WrestleMania 31, Cesaro e Kidd mantennero i titoli di coppia sconfiggendo i Los Matadores, il New Day e gli Usos in un Fatal 4-Way match. Il 26 aprile, a Extreme Rules, Cesaro e Kidd persero i titoli a favore del New Day dopo 55 giorni di regno; dopo aver perso i titoli, il team divenne face, segnando il primo vero e proprio turn face di Cesaro in WWE. Il 17 maggio, a Payback, Cesaro e Kidd affrontarono il New Day in un 2-out-of-3 Falls match per i titoli di coppia ma persero per 2-1. Il 31 maggio, ad Elimination Chamber, Cesaro e Kidd presero parte al match omonimo per il WWE Tag Team Championship ma vennero eliminati da Prime Time Players. Il 7 giugno venne annunciato che Kidd aveva subito un legittimo infortunio spinale e che sarebbe stato lontano dal ring per più di un anno.

#### Opportunità titolate (2015–2016)
Nella puntata di Raw del 29 giugno, Cesaro rispose alla Open challenge di John Cena per lo United States Championship e vinse il match per squalifica dopo che Kevin Owens intervenne attaccandolo. Successivamente, Cesaro sfidò nuovamente Cena per il titolo senza successo nella puntata di Raw del 6 luglio. Nella puntata di Raw del 13 luglio, Cesaro ebbe un confronto con Owens e Rusev su chi avrebbe dovuto affrontare Cena per il titolo statunitense; ciò portò ad un Triple Threat match, in cui il vincitore avrebbe affrontato Cena subito dopo, in cui Rusev vinse. Cesaro iniziò poi una faida con lo stesso Owens, che lo accusò di rubargli le luci della ribalta: Cesaro perse però contro Owens sia a SummerSlam che la sera dopo a Raw. In seguito, partecipò al torneo indetto per assegnare il WWE World Heavyweight Championship, reso vacante dall'infortunato Seth Rollins, e sconfisse Sheamus negli ottavi di finale, ma venne eliminato nei quarti da Roman Reigns. Successivamente si infortunò alla cuffia dei rotatori della spalla, problema per il quale si dovette sottoporre ad un'operazione chirurgica e che lo tenne fuori dal ring per circa 4-6 mesi.
Cesaro fece il suo ritorno nella puntata di Raw del 4 aprile 2016, dove ha sostituì Sami Zayn nel Fatal 4-Way match contro AJ Styles, Chris Jericho e Kevin Owens per determinare lo sfidante al WWE World Heavyweight Championship, detenuto da Roman Reigns, ma il match venne vinto da Styles. Nella puntata di Raw dell'11 aprile Cesaro affrontò e sconfisse Owens diventando lo sfidante per l'Intercontinental Championship detenuto The Miz, e i due si affrontarono il 1º maggio a Payback ma fu il campione a trionfare, grazie ad una distrazione di Sami Zayn e Kevin Owens. A Extreme Rules del 22 maggio, Cesaro non riuscì a conquistare l'Intercontinental Championship in un Fatal 4-Way match che includeva anche Sami Zayn e Kevin Owens, poiché il campione The Miz mantenne il titolo. Nella puntata di Raw del 23 maggio sconfisse The Miz, qualificandosi per il Money in the Bank Ladder match dell'omonimo pay-per-view. Nella puntata di SmackDown del 26 maggio, però, Cesaro venne sconfitto da The Miz, che mantenne così l'Intercontinental Championship. Il 19 giugno, a Money in the Bank Cesaro partecipò all'omonimo Ladder match assieme a Sami Zayn, Chris Jericho, Kevin Owens, Alberto Del Rio e Dean Ambrose ma il match venne vinto da quest'ultimo. Nella puntata di SmackDown del 30 giugno Cesaro sconfisse Alberto Del Rio, Apollo Crews e Sheamus in un Fatal 4-Way match per decretare lo sfidante allo United States Championship di Rusev ma, poco più tardi, venne sconfitto dal bulgaro, il quale mantenne il titolo.

#### Alleanza con Sheamus (2016–2019)

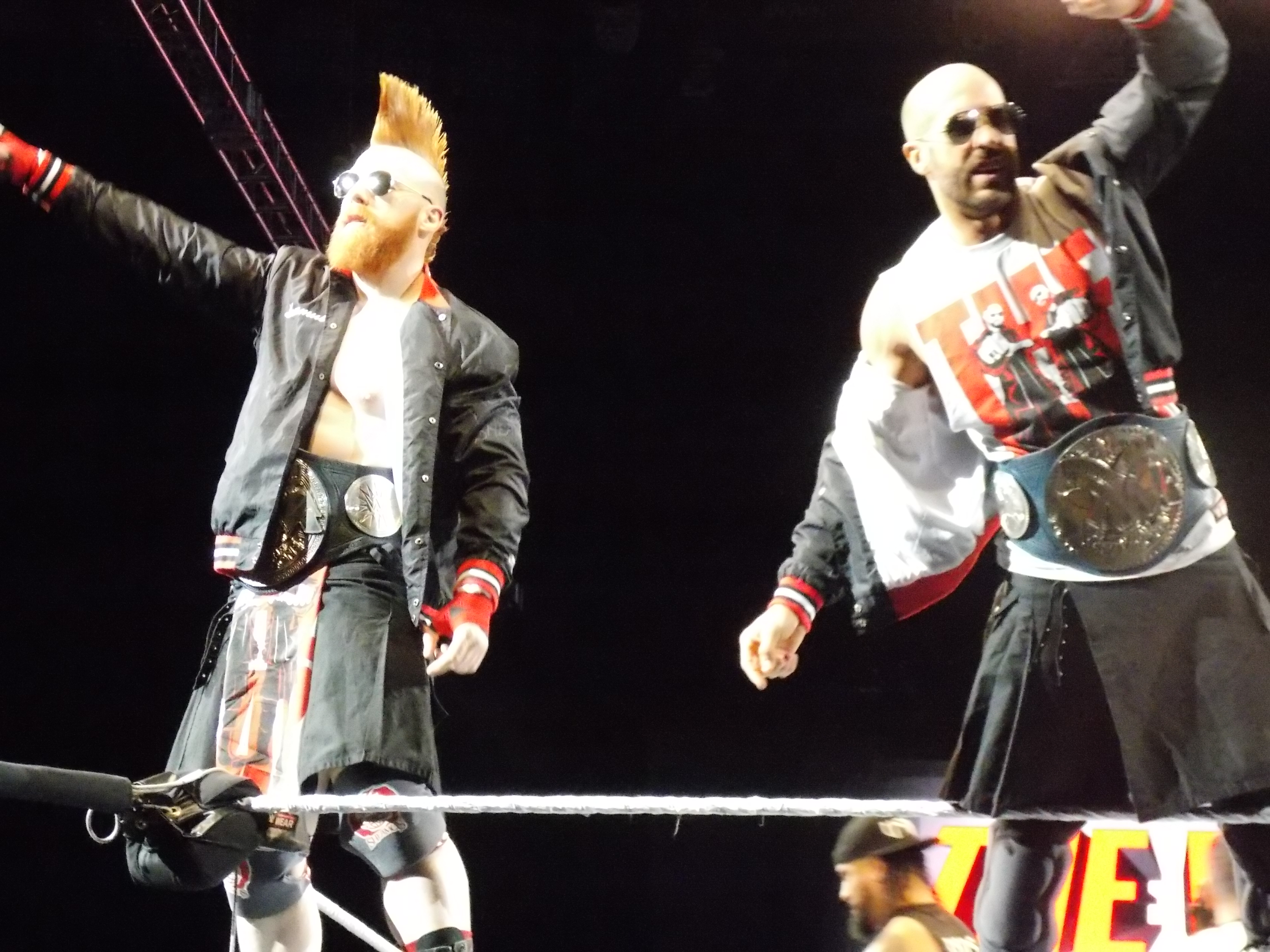
Cesaro e Sheamus con il WWE SmackDown Tag Team Championship nel 2019

Con la Draft Lottery avvenuta nella puntata di SmackDown del 19 luglio, Cesaro passò al roster di Raw. Nella puntata di Raw del 25 luglio prese ad un Fatal 4-Way match contro Finn Bálor, Kevin Owens e Rusev per determinare lo sfidante di Roman Reigns per quella stessa sera (il vincitore avrebbe affrontato Seth Rollins per l'assegnazione del nuovo Universal Championship a SummerSlam) ma fu Bálor ad aggiudicarsi la vittoria. Nella puntata di Raw dell'8 agosto ebbe l'opportunità di conquistare lo United States Championship contro Rusev per la seconda volta ma, a causa dell'intervento di Sheamus, il bulgaro mantenne il titolo. Cesaro iniziò in seguito una faida proprio con Sheamus: i due, il 21 agosto a SummerSlam, si affrontarono nel primo match del Best of Seven Series e ad aggiudicarsi la vittoria di questo loro primo incontro fu Sheamus. Il 25 settembre, a Clash of Champions, però, il match tra Cesaro e Sheamus terminò in un no-contest. La sera dopo, a Raw, il General Manager Mick Foley annunciò la fine del Best of Seven Series con un pareggio ma sia Cesaro che Sheamus, furibondi per questa situazione, pretesero entrambi maggior considerazione chiedendo un match titolato e Foley, per accontentarli, decise di unirli in un tag team e mandarli a competere per il Raw Tag Team Championship (con grande disappunto dei due). Dopo alcune vittorie di poco conto, il 30 ottobre, a Hell in a Cell, Cesaro e Sheamus andarono contro Big E e Xavier Woods del New Day, detentori del Raw Tag Yeam Championship insieme a Kofi Kingston, sconfiggendoli per squalifica e senza il cambio di titolo. Nella puntata di Raw del 31 dicembre Cesaro e Sheamus presero parte ad una Battle Royal per determinare l'ultimo membro del Team Raw per Survivor Series ma vennero eliminati. Il 20 novembre, a Survivor Series, Cesaro e Sheamus presero parte al 10-on-10 Traditional Survivor Series Tag Team Elimination match come parte del Team Raw contro il Team SmackDown, risultando essere gli ultimi sopravvissuti del loro team dopo aver eliminato gli Usos. Nella puntata di Raw del 21 novembre Cesaro e Sheamus affrontarono Big E e Kingston del New Day per il Raw Tag Team Championship ma, a causa della distrazione di Woods, vennero sconfitti. Nella puntata di Raw del 5 dicembre Cesaro e Sheamus se la videro con Luke Gallows e Karl Anderson per determinare gli sfidanti al Raw Tag Team Championship ma il match terminò in doppia squalifica causa dell'intervento del New Day. Nella puntata di Raw del 12 dicembre Cesaro e Sheamus hanno affrontato Big E e Kingston del New Day e Gallows e Anderson in un Triple Threat Tag Team match per il Raw Tag Team Championship ma vennero sconfitti. Il 14 dicembre, a Tribute to the Troops, Cesaro e Sheamus vinsero un Fatal 4-Way Tag Team match che includeva anche Luke Gallows e Karl Anderson, gli Shining Stars e Goldust e R-Truth, diventando gli sfidanti al Raw Tag Team Championship del New Day. Il 18 dicembre, a Roadblock: End of the Line, Cesaro e Sheamus riuscirono a trionfare su Big E e Kingston del New Day, vincendo il Raw Tag Team Championship; si tratta del secondo titolo di coppia in WWE per Cesaro e il primo per Sheamus. Nella puntata di Raw del 26 dicembre Cesaro e Sheamus difesero i titoli contro Kingston e Woods del New Day. Nella puntata di Raw del 16 gennaio Cesaro e Sheamus vennero sconfitti da Gallows e Anderson per squalifica ma mantennero comunque i titoli. Il 29 gennaio, nel Kick-off dell Royal Rumble, Cesaro e Sheamus persero i titoli a favore di Gallows e Anderson dopo 42 giorni di regno; quella stessa sera, Cesaro partecipò al Royal Rumble match entrando col numero 19 ma venne eliminato da Chris Jericho. Nella puntata di Raw del 6 febbraio Cesaro e Sheamus vennero sconfitti per squalifica da Gallows e Anderson a causa dell'intervento di Big Cass ai danni di Anderson, fallendo l'assalto ai titoli. Nella puntata di Raw del 20 febbraio Cesaro e Sheamus vennero sconfitti da Enzo Amore e Big Cass, che divennero gli sfidanti al Raw Tag Team Championship di Gallows e Anderson per Fastlane. Il 5 marzo, a Fastlane, Cesaro prevalse su Jinder Mahal. Nella puntata di Raw del 13 marzo il match tra Cesaro e Sheamus e Enzo e Cass per determinare gli sfidanti al Raw Tag Team Championship di Luke Gallows e Karl Anderson per WrestleMania 33 terminò in doppia squalifica a causa dell'attacco dei campioni ad entrambi i tag team. Il 2 aprile, a WrestleMania 33, Cesaro e Sheamus affrontarono Gallows e Anderson, Enzo Amore e Big Cass e i rientranti Hardy Boyz in un Fatal 4-Way Ladder match per il Raw Tag Team Championship ma il match venne vinto dai fratelli Hardy. Nella puntata di Raw del 3 aprile Cesaro e Sheamus sconfissero Enzo e Cass, diventando gli sfidanti al Raw Tag Team Championship degli Hardy Boyz. Il 30 aprile, a Payback, Cesaro e Sheamus se la videro con gli Hardy Boyz per il Raw Tag Team Championship ma vennero sconfitti; nel post match, però, Cesaro effettuò un turn heel attaccando gli Hardyz insieme a Sheamus. Nella puntata di Raw dell'8 maggio Cesaro e Sheamus vinsero un Tag Team Turmoil match per determinare gli sfidanti al Raw Tag Team Championship degli Hardy Boyz eliminando tutti i precedenti tag team. Il 4 giugno, a Extreme Rules, Cesaro e Sheamus prevalsero sugli Hardy Boyz in uno Steel Cage match uscendo dalla gabbia, conquistando così il Raw Tag Team Championship per la seconda volta. Nella puntata di Raw del 12 giugno Cesaro e Sheamus mantennero i titoli contro gli Hardy Boyz in un 2-out-of-3 Falls match, anche se esso terminò in doppio count-out sul punteggio di 1-1. Il 9 luglio, a Great Balls of Fire, Cesaro e Sheamus conservarono nuovamente le cinture di coppia contro gli Hardy Boyz in un 30-minute Iron Man match vinto per 4-3. Il 20 agosto, a SummerSlam, Cesaro e Sheamus persero i titoli contro Dean Ambrose e Seth Rollins dopo 77 giorni di regno. Il 24 settembre, a No Mercy, Cesaro e Sheamus affrontarono nuovamente Ambrose e Rollins per ilRaw Tag Team Championship ma persero. Nella puntata di Raw del 16 ottobre Cesaro e Sheamus ebbero una rivincita titolata per il Raw Tag Team Championship contro Ambrose e Rollins ma vennero sconfitti. Il 22 ottobre, a TLC: Tables, Ladders & Chairs, Cesaro, Sheamus, Braun Strowman, Kane e The Miz vennero sconfitti da Dean Ambrose, Seth Rollins e Kurt Angle in un 5-on-3 Handicap Tables, Ladders and Chairs match. Nella puntata di Raw del 6 novembre Cesaro e Sheamus ebbero finalmente la meglio su Ambrose e Rollins conquistando il Raw Tag Team Championship per la terza volta. Il 19 novembre, a Survivor Series, Cesaro e Sheamus persero contro gli SmackDown Tag Team Champions, gli Usos. Nella puntata di Raw del 4 dicembre Cesaro e Sheamus conservarono i titoli contro Ambrose e Rollins in un No Disqualification match grazie all'aiuto di Samoa Joe. Nella puntata di Raw dell'11 dicembre Cesaro affrontò Roman Reigns con in palio l'Intercontinental Championship ma venne sconfitto. Nella puntata di Raw del 25 dicembre Cesaro e Sheamus persero i titoli contro Jason Jordan e Seth Rollins dopo 49 giorni di regno. Il 28 gennaio, alla Royal Rumble, Cesaro e Sheamus trionfarono su Jordan e Rollins conquistando il Raw Tag Team Championship per la quarta volta; quella stessa sera, inoltre, Cesaro prese parte al Royal Rumble match entrando col numero 15 e venendo eliminato da Seth Rollins. Nella puntata di Raw del 29 gennaio Cesaro e Sheamus mantennero le cinture contro Apollo e Titus O'Neil. Nella puntata di Raw del 5 febbraio Cesaro e Sheamus sconfissero Roman Reigns e Seth Rollins per squalifica grazie all'intervento involontario di Jason Jordan mantenendo i titoli. Il 25 febbraio, a Elimination Chamber, Cesaro e Sheamus difesero le cinture contro il Titus Worldwide. L'8 aprile, a WrestleMania 34, Cesaro e Sheamus persero i titoli di coppia a favore di Braun Strowman e Nicholas (un bambino di dieci anni scelto fra il pubblico dallo stesso Strowman) dopo 70 giorni di regno. Con lo Shake-up del 17 aprile Cesaro e Sheamus passarono al roster di SmackDown. Il 27 aprile, a Greatest Royal Rumble, Cesaro e Sheamus affrontarono Bray Wyatt e Matt Hardy per il vacante Raw Tag Team Championship ma vennero sconfitti. Nella puntata di SmackDown del 31 luglio Cesaro e Sheamus sconfissero gli Usos nella semifinale di un torneo per determinare gli sfidanti allo SmackDown Tag Team Championship dei Bludgeon Brothers. Tuttavia, nella puntata di SmackDown del 7 agosto Cesaro e Sheamus vennero sconfitti da Big E e Kingston del New Day nella finale del suddetto torneo. Il 6 ottobre, a Super Show-Down, Cesaro e Sheamus se la videro con Kingston e Woods del New Day per lo SmackDown Tag Team Championship ma vennero sconfitti. Nella puntata di SmackDown 1000 del 16 ottobre Cesaro e Sheamus ebbero poi la meglio su Big E e Woods del New Day (grazie all'aiuto di Big Show) conquistando così lo SmackDown Tag Team Championship per la prima volta. Il 2 novembre, a Crown Jewel, Cesaro e Sheamus conservarono i titoli contro Big E e Kingston del New Day. Il 16 dicembre, a TLC: Tables, Ladders & Chairs, Cesaro e Sheamus riuscirono a difendere i titoli di coppia in un Triple Threat Tag Team match contro Kingston e Woods del New Day e gli Usos. Il 27 gennaio 2019, alla Royal Rumble, Cesaro e Sheamus persero le cinture contro The Miz e Shane McMahon dopo 103 giorni di regno. Il 10 marzo, a Fastlane, Cesaro e Sheamus ebbero la meglio sul solo Kofi Kingston in un 2-on-1 Handicap match. Il 7 aprile, a WrestleMania 35, Cesaro e Sheamus parteciparono ad un Fatal 4-Way Tag Team match per lo SmackDown Tag Team Championship che comprendeva anche i campioni, gli Usos, Aleister Black e Ricochet e Rusev e Shinsuke Nakamura ma il match venne vinto dagli stessi Usos.
Il 22 aprile l'alleanza fra Cesaro e Sheamus terminò dopo il passaggio a Raw del primo e una commozione cerebrale del secondo.

#### Alleanza con Shinsuke Nakamura (2019–2021)
Nella puntata di Raw del 22 aprile 2019 Cesaro combatté il suo primo match in singolo dopo la separazione con Sheamus sconfiggendo Cedric Alexander. Nella puntata di Raw del 17 giugno Cesaro partecipò ad un Fatal 5-Way Elimination match che comprendeva anche Bobby Lashley, Braun Strowman, The Miz e Ricochet per ottenere la possibilità di affrontare Samoa Joe per lo United States Championship ma venne eliminato da Strowman. Il 14 luglio, a Extreme Rules, Cesaro venne sconfitto da Aleister Black. Nella puntata di Raw del 15 luglio Cesaro partecipò ad una 10-man Battle Royal per determinare lo sfidante di Brock Lesnar per l'Universal Championship ma venne eliminato. Nella puntata di Raw del 29 luglio Cesaro prese parte ad un Gauntlet match per determinare lo sfidante allo United States Championship di AJ Styles ma venne eliminato da Rey Mysterio. Nella puntata di Raw del 19 agosto Cesaro venne sconfitto da Samoa Joe nel primo ottavo di finale del torneo del King of the Ring. Il 31 agosto, a NXT UK TakeOver: Cardiff, Cesaro fece un'apparizione speciale durante l'evento sconfiggendo Il'ja Dragunov. Il 16 ottobre, per via del Draft, Cesaro passò al roster di SmackDown. Il 31 ottobre, a Crown Jewel, Cesaro perse contro Mansoor. Nella puntata di SmackDown del 29 novembre Cesaro ha iniziato a collaborare con Shinsuke Nakamura e Sami Zayn, e i primi due affrontarono Big E e Kofi Kingston per lo SmackDown Tag Team Championship ma vennero sconfitti. Il 26 gennaio, alla Royal Rumble, Cesaro partecipò al match omonimo entrando col numero 9 ma venne eliminato dal WWE Champion Brock Lesnar. L'8 marzo, a Elimination Chamber, Cesaro, Shinsuke Nakamura e Sami Zayn sconfissero Braun Strowman in un 3-on-1 Handicap match per l'Intercontinental Championship, titolo che poi venne conquistato da Zayn. Il 4 aprile, nel Kick-off della prima serata di WrestleMania 36, Cesaro sconfisse Drew Gulak. Nella puntata di SmackDown del 17 aprile Cesaro venne sconfitto da Daniel Bryan fallendo nell'opportunità di qualificarsi per il Money in the Bank Ladder match. Il 10 maggio, nel Kick-off di Money in the Bank, Cesaro venne sconfitto da Jeff Hardy. In seguito, Zayn dovette rendere vacante la cintura intercontinentale per problemi di viaggio dovuti alla pandemia di COVID-19, per questo si allontanò anche da Cesaro e Nakamura. Nella puntata di SmackDown del 29 maggio Cesaro prese parte ad una 10-man Battle Royal per ottenere il posto vacante nelle semifinali del torneo per il vacante Intercontinental Championship ma venne eliminato da Shorty G. Nella puntata di SmackDown del 10 luglio Cesaro e Nakamura affrontarono per la seconda volta Big E e Kofi Kingston del New Day per lo SmackDown Tag Team Championship ma il match si concluse in no-contest. Il 19 luglio, a The Horror Show at Extreme Rules, Cesaro e Nakamura riuscirono a trionfare su Big E e Kingston in un Tables match conquistando lo SmackDown Tag Team Championship. Nella puntata di SmackDown del 21 agosto Cesaro e Nakamura mantennero le cinture di coppia contro Gran Metalik e Lince Dorado dei Lucha House Party. Il 27 settembre, nel Kick-off di Clash of Champions, Cesaro e Nakamura conservarono le cinture contro Kalisto e Lince Dorado dei Lucha House Party. Nella puntata di SmackDown del 9 ottobre Cesaro e Nakamura persero le cinture contro Kofi Kingston e Xavier Woods del New Day dopo 82 giorni di regno. Il 20 dicembre, nel Kick-off di TLC: Tables, Ladders & Chairs, Cesaro, King Corbin, Sami Zayn e Shinsuke Nakamura vennero sconfitti da Big E, Chad Gable, Daniel Bryan e Otis. In seguito, l'alleanza con Nakamura si dissolse dopo il turn face del giapponese.

#### Ritorno alla competizione singola (2021–2022)
Il 31 gennaio, alla Royal Rumble, Cesaro partecipò all'omonimo incontro entrando col numero 28 ma venne eliminato da Braun Strowman. Nella puntata di SmackDown del 5 febbraio Cesaro sconfisse Daniel Bryan, effettuando di fatto un turn face nel finale. Nella puntata di SmackDown del 12 febbraio Cesaro e Daniel Bryan sconfissero gli SmackDown Tag Team Champions Dolph Ziggler e Robert Roode in un match non titolato, qualificandosi per l'Elimination Chamber match. Il 21 febbraio, a Elimination Chamber, Cesaro partecipò all'Elimination Chamber match che comprendeva anche Daniel Bryan, Jey Uso, King Corbin, Kevin Owens e Sami Zayn per ottenere un match per l'Universal Championship la sera stessa ma venne eliminato da Jey. Il 10 aprile, nella prima serata di WrestleMania 37, Cesaro sconfisse Seth Rollins. Nella puntata di SmackDown del 16 aprile Cesaro sconfisse nuovamente Rollins diventando lo sfidante all'Universal Championship di Roman Reigns. Il 16 maggio, a WrestleMania Backlash, Cesaro venne sconfitto da Reigns, che mantenne così la cintura nonostante l'ottima prestazione dello stesso Cesaro. Il 20 giugno, a Hell in a Cell, Cesaro venne sconfitto da Seth Rollins. La stessa cosa si ripeté anche nella puntata di SmackDown del 9 luglio dove Cesaro, sconfitto da Rollins per la seconda volta, fallì nell'opportunità di inserirsi nel Money in the Bank Ladder match. Nella puntata di SmackDown dell'8 ottobre Cesaro perse contro Finn Bálor nei quarti di finale del King of the Ring. Nella puntata di SmackDown del 19 novembre Cesaro prese parte ad un Fatal 4-Way match che comprendeva anche Jinder Mahal, Ricochet, e Sheamus per un posto nel Team SmackDown per Survivor Series ma l'incontro venne vinto da Sheamus grazie all'intervento di Ridge Holland. Il 21 novembre, a Survivor Series, Cesaro prese parte ad una Battle Royal dedicata a The Rock ma venne eliminato. Nella puntata di SmackDown del 26 novembre Cesaro sconfisse Ridge Holland, e poi prese parte una Battle Royal per determinare lo sfidante all'Universal Championship di Roman Reigns ma venne eliminato da Madcap Moss. Nella puntata di SmackDown del 24 dicembre Cesaro partecipò ad un Gauntlet match per determinare lo sfidante all'Intercontinental Championship di Shinsuke Nakamura ma venne eliminato da Sheamus. Il 1º gennaio, nel Kick-off di Day 1, Cesaro e Ricochet vennero sconfitti da Ridge Holland e Sheamus. Nella puntata di SmackDown del 14 gennaio Cesaro e Mansoor presero parte ad un Fatal 4-Way Tag Team match per determinare gli sfidanti allo SmackDown Tag Team Championship degli Usos che comprendeva anche Jinder Mahal e Shanky, i Los Lotharios e i Viking Raiders ma il match venne vinto da questi ultimi.
Il 24 febbraio fu annunciato che il suo contratto era scaduto e lasciò la WWE dopo dieci anni.

### All Elite Wrestling (2022–presente)
Castagnoli debuttò a sorpresa nella All Elite Wrestling durante l'evento AEW×NJPW: Forbidden Door come sostituto dell'infortunato Bryan Danielson sconfiggendo Zack Sabre Jr.. Contestualmente si unì al Blackpool Combat Club, stable formata da Danielson, Jon Moxley, Wheeler Yuta e William Regal.

## Personaggio

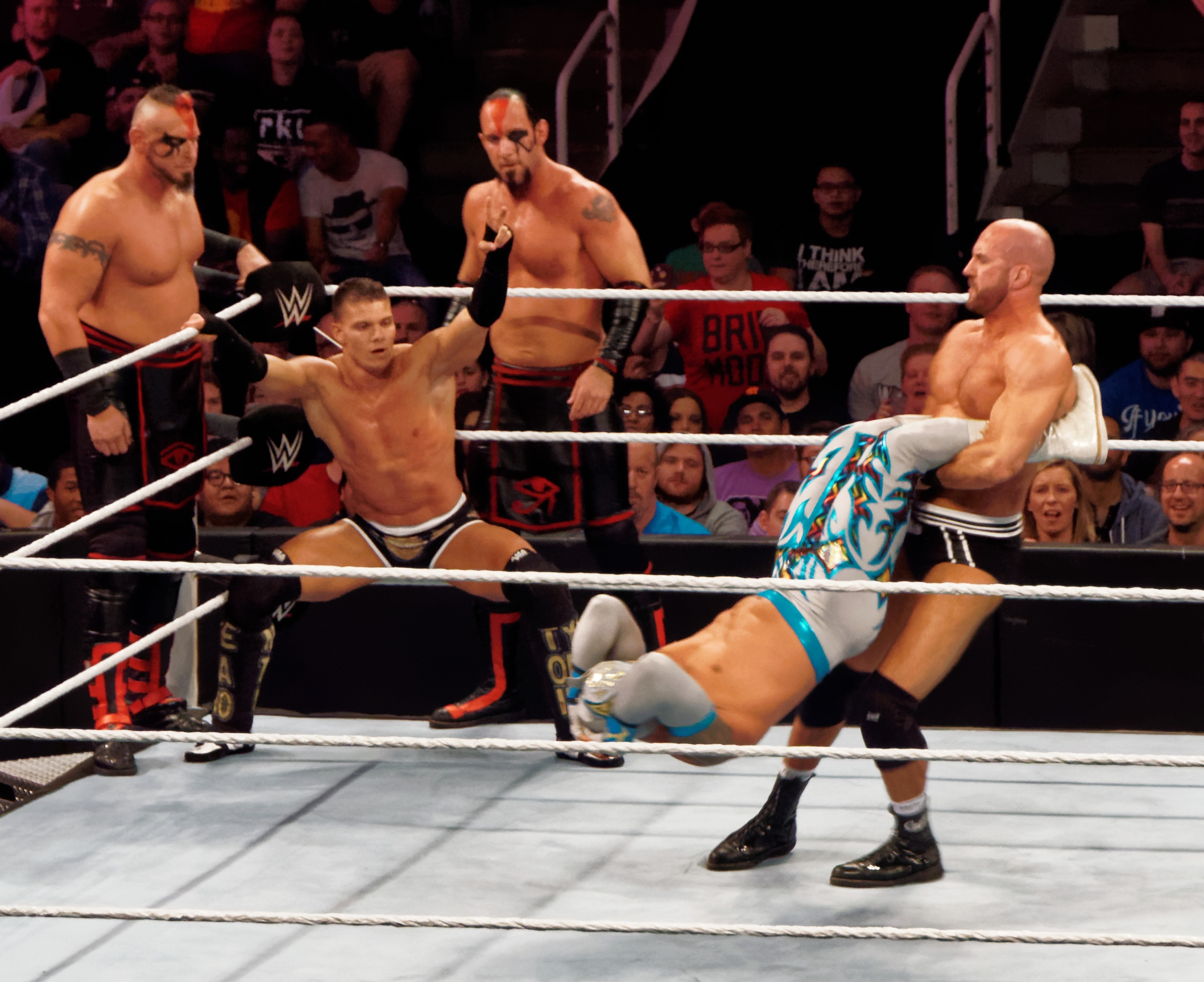
Cesaro mentre esegue il Cesaro's Swing su Sin Cara

### Mosse finali
- Come Antonio Cesaro/Cesaro
  - Crossface – 2015–2016
  - Neutralizer (Cradle lift belly to back inverted mat slam) – 2012–2022
  - Standing Ricola Bomb (Straight jacket sitout powerbomb) – FCW
  - Sharpshooter, di solito preceduta da un Cesaro's Swing – 2015–2022
  - Very European Uppercut (Pop-up European uppercut)
- Come Claudio Castagnoli
  - Alpamare Waterslide (Side Death Valley driver)
  - Inverted Chikara Special (Kneeling step-over head-hold armbar su un avversario a testa in giù) – Chikara
  - Lasartesse Lift (Karelin lift in una Side piledriver) – 2007
  - Neutralizer (Over the shoulder single leg Boston crab con una neckscissors) – PWG
  - Neutralizer (Cradle lift belly to back inverted mat slam) – AEW
  - Ricola Bomb (Straight jacket sitout powerbomb)
  - Roaring Swiss Uppercut (Discus European uppercut)
  - Very European Uppercut (Pop-up European uppercut)

### Soprannomi
- "The King of Swing"[58][59]
- "The Most Money Making Man"[60]
- "Paul Heyman Guy"[58]
- "The Professional"[61]
- "The Stalwart Swiss Powerhouse"[62]
- "The Swiss Cyborg"
- "The Swiss Superman"[63][64]
- "Very European"[65]

## Titoli e riconoscimenti
- - All Elite Wrestling

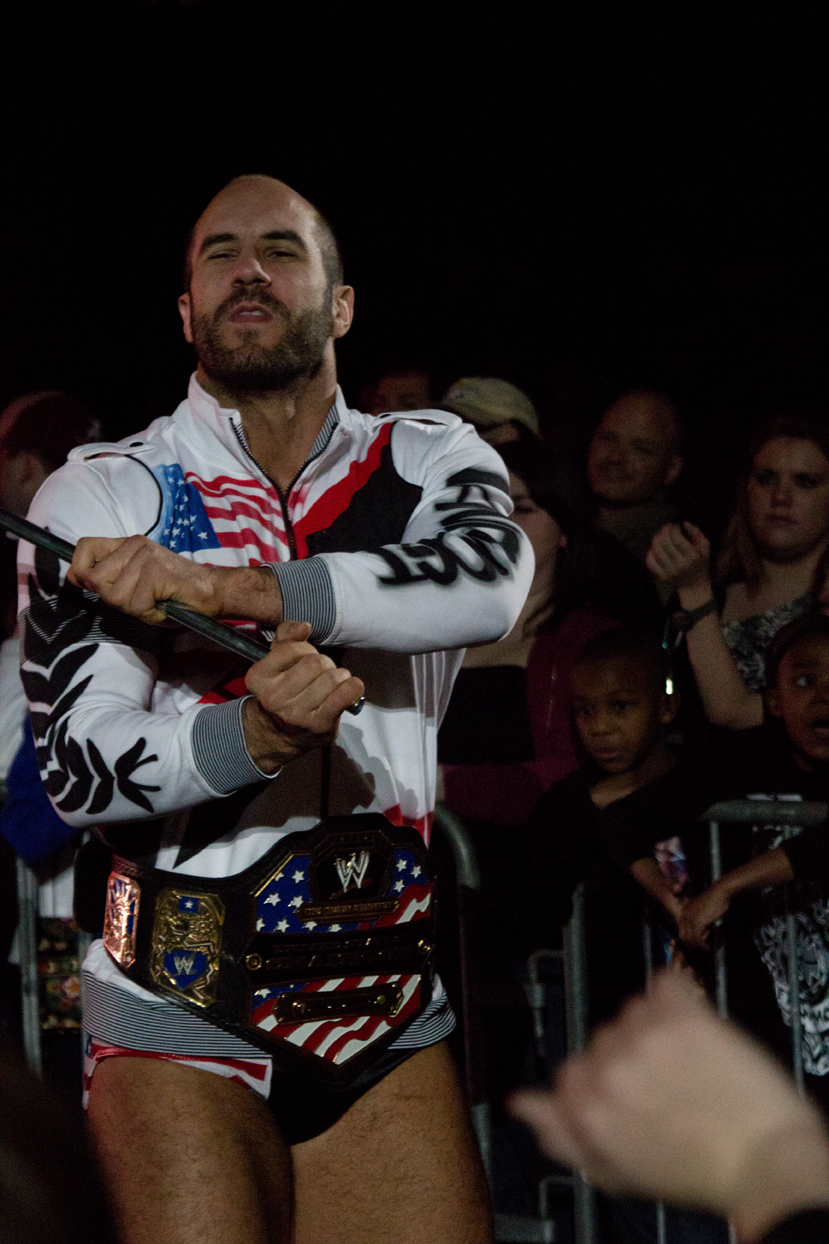
Antonio Cesaro con lo United States Championship, titolo che ha vinto una volta

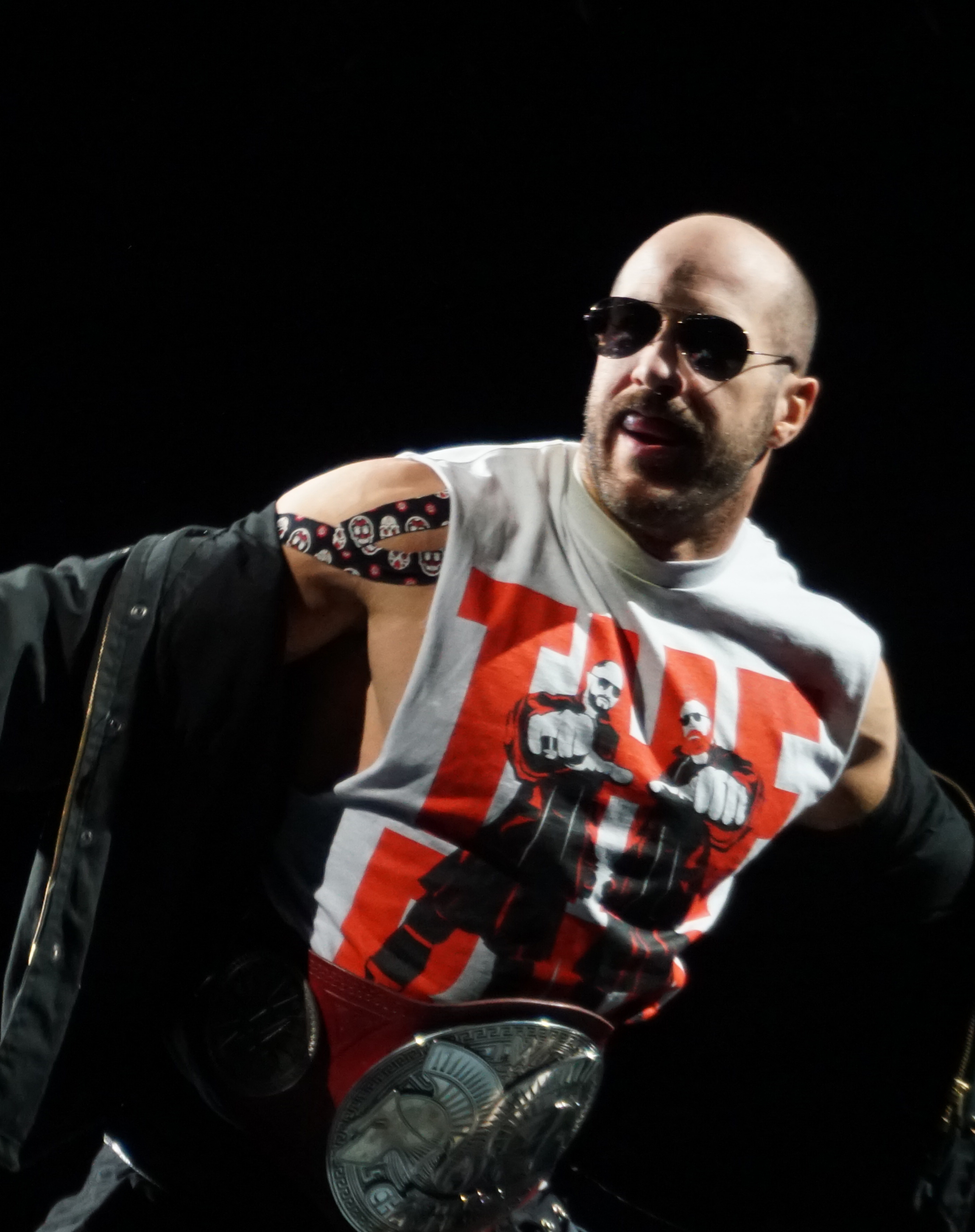
Cesaro con il Raw Tag Team Championship, titolo che ha vinto cinque volte (quattro con Sheamus e una con Tyson Kidd)

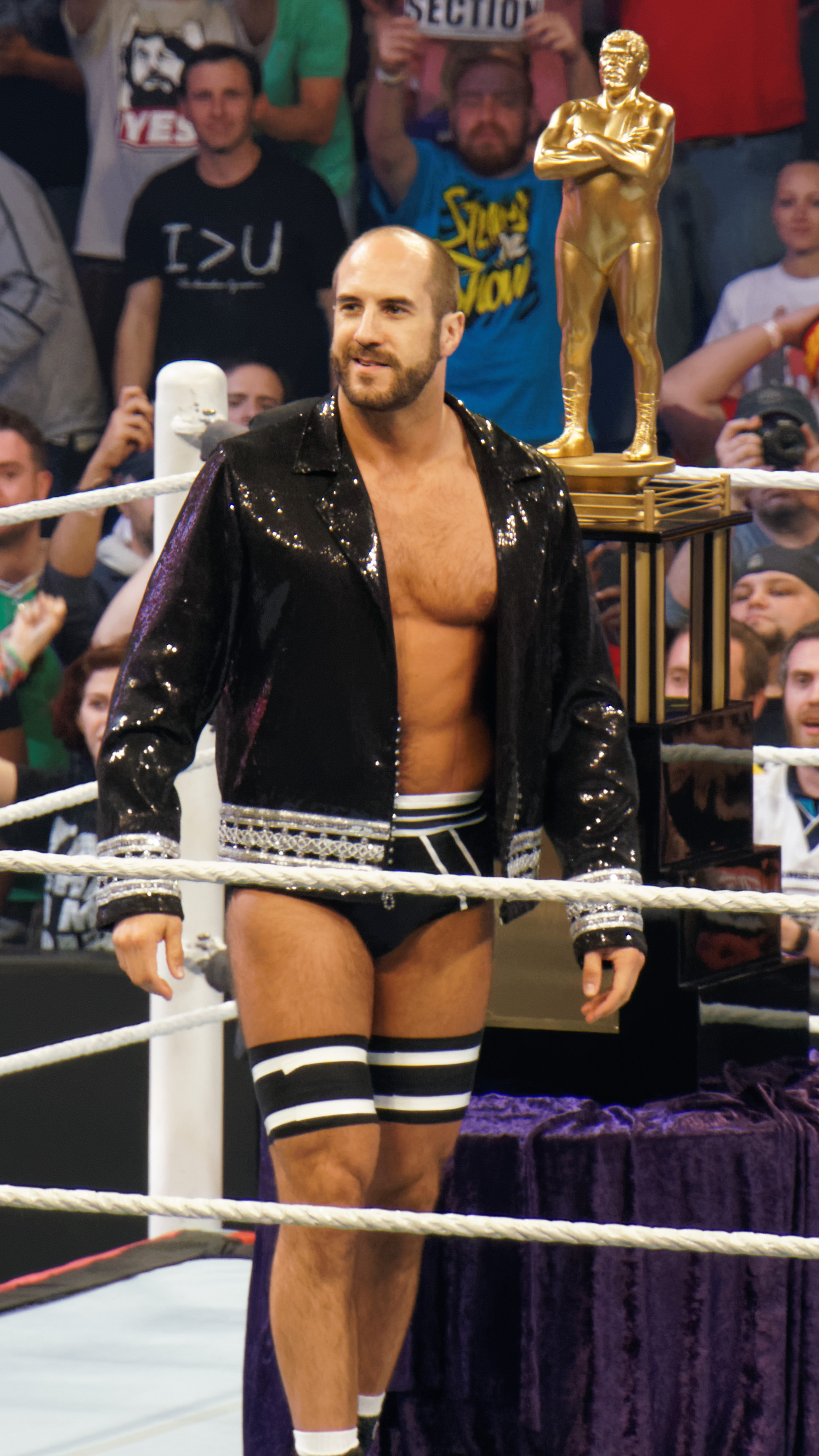
Cesaro con il trofeo dell'André the Giant Memorial Battle Royal, vinto a WrestleMania XXX

    - AEW World Trios Championship (1) - con Pac e Wheeler Yuta
- Chikara
  - Chikara Campeonatos de Parejas (2) – con Ares (1) e Chris Hero (1)
  - Global Gauntlet (2008)
  - King of Trios (2010) – con Ares e Tursas
  - Tag World Grand Prix (2005) – con Arik Cannon
  - Tag World Grand Prix (2006) – con Chris Hero
  - Torneo Cibernético (2007)
- Cleveland All-Pro Wrestling
  - CAPW Unified Heavyweight Championship (1)
- Combat Zone Wrestling
  - CZW World Tag Team Championship (2) – con Chris Hero
  - Last Team Standing (2006) – con Chris Hero
- German Stampede Wrestling
  - GSW Tag Team Championship (2) – con Ares
- International Pro Wrestling: United Kingdom
  - IPW: UK Tag Team Championship (1) – con Ares
- Independent Wrestling Association: Switzerland
  - IWA Switzerland World Heavyweight Championship (1)
- Juggalo Championship Wrestling
  - JCW Tag Team Championship (1) – con Chris Hero
- Pro Wrestling Guerrilla
  - PWG World Championship (1)
- Pro Wrestling Illustrated
  - 13º tra i 500 migliori wrestler singoli nella PWI 500 (2014, 2017)
- Revolution Pro Wrestling
  - Undisputed British Tag Team Championship (1) – con Ares
- Ring of Honor
  - ROH World Championship (2)[4][5]
  - ROH World Tag Team Championship (2) – con Chris Hero
  - Race to the Top Tournament (2007)
  - Tag Wars Tournament (2010) – con Chris Hero
- Rolling Stone
  - Most Painful Injury of the Year (2015)- condiviso con Daniel Bryan e Seth Rollins
  - Most Puzzlingly Pushed-Then-Buried Performer (2014)
- Swiss Wrestling Federation
  - SWF Powerhouse Championship (2)
  - SWF Tag Team Championship (1) – con Ares
- Westside Xtreme Wrestling
  - wXw Tag Team Championship (3) – con Ares
  - wXw World Heavyweight Championship (2)
- WWE
  - WWE Raw Tag Team Championship (5)[66] – con Sheamus (4) e Tyson Kidd (1)
  - WWE SmackDown Tag Team Championship (2) – con Sheamus (1) e Shinsuke Nakamura (1)
  - WWE United States Championship (1)
  - André the Giant Memorial Battle Royal (edizione 2014)
  - Slammy Award/Year–End Award (2)
    - Best John Cena U.S. Open Challenge (edizione 2015) - il 7 luglio a Raw
    - Tag Team of the Year (edizione 2018) - con Sheamus
- Wrestling Observer Newsletter
  - Most Underrated (2013–2016)
  - Tag Team of the Year (2010) - con Chris Hero